# ازكارن (بني انبات)
ازكارن هو دُوَّار يقع بجماعة تمروت، إقليم شفشاون، جهة طنجة تطوان الحسيمة في المملكة المغربية. ينتمي الدوّار لمشيخة بني انبات التي تضم 12 دوار. يقدر عدد سكانه بـ 1105 نسمة حسب الإحصاء الرسمي للسكان والسكنى لسنة 2004.

## روابط خارجية
- البوابة الوطنية للجماعات الترابية
- المندوبية السامية للتخطيط